# The Vanishing Tribe (film 1914)
The Vanishing Tribe è un cortometraggio muto del 1914 diretto da Frank Montgomery.

## Produzione
Il film fu prodotto dalla Kalem Company.

## Distribuzione
Distribuito dalla General Film Company, il film - un cortometraggio in due bobine -  uscì nelle sale cinematografiche USA il 23 settembre 1914.